# 철인 캉타우
〈철인 캉타우〉는 만화가 이정문이 1976년 어린이 잡지 <소년생활>에 연재한 SF 만화로서, 서로 적대시하는 외계인들 사이의 전쟁과 이에 말려든 지구인들의 모험을 그리고 있다. 거대한 로봇들의 전투 액션이 극의 주된 내용을 이루고 있으며, 당시 만화로서는 드물게 환경 보호에 대한 고찰이 담겨 있는 것이 특징이다.

## 줄거리
백태경 박사와 그의 조수인 강현, 최경이 세사람으로 이루어진 북극해 탐험대는 악천후 속에서 나타난 거대 괴수 티아고론의 습격을 받아 난파당한다. 파괴되는 배를 버리고 바다에 뛰어든 강현은 곧 빙산과 조우하여 그 위로 피신하는데, 그 빙산은 놀랍게도 외계인의 비밀기지로서 외계인 소년 카우카의 집이었다. 강현의 손에 의해 긴 겨울잠에서 깨어난 카우카는, 곧이어 벌어지는 외계인 집단 스펠타와의 싸움에서 거대한 로봇 캉타우를 사용해 승리를 거둔다.

## 등장인물
- 카우카: 오크타 혜성 출신의 외계인 소년. 수백만년전 지구에 찾아와 스펠타와 지구의 지배권을 놓고 전쟁을 벌이다가, 갑자기 도래한 빙하기를 피해 긴 시간 동면하고 있었다. 주로 거대한 로봇인 "철인" 에게 지령을 내려 스펠타와 전쟁을 하지만, 직접 무기를 들고 싸우는 것에도 능숙하다. 알파칸과 닮은 외모를 갖고 있지만, 눈의 생김새가 다르다.
- 스펠타: 오크타 혜성인들과 비슷한 시기에 지구를 찾아온 외계인 집단이자, 그 두령인 인물의 이름이기도 하다. 두령을 제외한 전원이 삼각형의 두건으로 얼굴을 감추고 있으며, 두령 스펠타 자신은 방탄 유리로 만들어진 원통 안에서 기거하고 있다. 오크타인과 마찬가지로 거대한 로봇인 "철인" 을 주력으로 하는 군대를 갖고 있어, 이것으로 지구의 환경을 오염시키는 지구인들의 시설을 공격하기도 한다.
- 백태경: 한국인 과학자. 극지방에서 발생하는 수수께끼의 현상들을 규명하기 위해 해양 탐사활동을 전개하던 중 난파, 스펠타의 포로가 된다.
- 강현: 백태경 박사의 조수 (또는 학생). 백 박사의 탐사선에 동승하였다가 마찬가지로 난파, 우연히 카우카의 인공 빙산기지에 표류하여 동면중이던 카우카를 잠에서 깨어나게 한다.
- 최경이: 백태경 박사의 조수 (또는 학생). 백 박사와 함께 스펠타의 포로가 되었다가 함께 카우카에게 구출된다.

## 등장 철인 및 시설

### 철인 캉타우
캉타우 철인은 오크타 혜성 사람들의 주된 전쟁 수단이자 노동력으로, 그들이 지구에 도래할 당시 많은 수의 철인들을 갖고 왔음을 카우카가 언급하는 부분이 있다. 반면 스펠타의 철인들은 오크타의 철인 세력에 대항하기 위해 만들어진 것으로, 스펠타 중에서도 소수의 사람만이 철인을 개발하고 만들 수 있는 능력을 갖추고 있음이 극중 암시되고 있다.
캉타우 철인은 동체에 다수의 하이 테크 무기를 장비하고 있어, 거기에서 발진되는 각종 파괴 광선을 이용해 적을 격파하기도 한다. 그러나 주로 사용되는 전술은 철인의 전신에 포진된 각종 표창과 철퇴를 이용한 백병전으로, 이것이 오크타 혜성의 문화적 요인 때문인지, 또는 동력의 보전 때문인지에 대해서는 극중에서 밝혀지지 않고 있다.

### 빙산 기지
카우카의 기지인 인공 빙산에는 별도의 동력원이 내장되어 있지 않고, 오직 자연적으로 발생하는 번개의 에너지를 직접 포집하여 동력으로 전환하는 방식을 택하고 있다. 이것은 철인 캉타우의 경우에도 마찬가지여서, 별도의 동력이 없어도 빙산 기지로부터 공급받아 저장한 에너지를 소비하면서 작동하게 되어 있다. 때로는 적의 공격을 에너지로 전환해 사용하는 능력을 보여주기도 한다. 이는 오크타 혜성인의 문명이 자연환경을 오염하지 않는 청정 에너지원에 의존하고 있음을 보여주는 것으로, 작품의 주제인 지구인에 의한 지구 환경의 오염에 대비되는 부분이기도 하다.

### 마징카
이정문 화백이 철인 캉타우를 집필하던 당시 한국은 일본에서 유입된 거대 로봇 만화영화가 어린이들에게 큰 인기를 끌고 있었으며, 작가는 이에 착안하여 당시 인기가 있던 나가이 고의 그레이트 마징가를 극중에 카메오 출연시키기도 하였다. (극중에서 캉타우와 대결하여 패배한 그레이트 마징가는 스펠타가 만들어낸 모조품이라는 설정이 있다.)

### 쌍뿔철인
스펠타 본부에서 양산된 로봇의 한 종류. 쌍뿔철인의 광선은 캉타우 내부에서 에너지로 재활용된다.

### 장카
1. 캉타우의 라이벌에 해당하는 전설적인 철인.
2. 장카 1기로 캉타우 50기를 파괴

### 스펠타 본부
'지구공동설'에 근거하여 지구 내부에 건설되었다.

## 같이 보기
- 로보트 태권브이
- 캉타우